# Къдроглав аракари
Къдроглав аракари (Pteroglossus beauharnaesii) е вид птица от семейство Туканови (Ramphastidae).

## Разпространение
Видът е разпространен в Боливия, Бразилия и Перу.